# Municipio de Erie McNatt
El municipio de Erie McNatt (en inglés: Erie McNatt Township) es un municipio ubicado en el condado de McDonald en el estado estadounidense de Misuri. En el año 2010 tenía una población de 385 habitantes y una densidad poblacional de 5,74 personas por km².

## Geografía
El municipio de Erie McNatt se encuentra ubicado en las coordenadas 36°42′31″N 94°20′3″O / 36.70861, -94.33417. Según la Oficina del Censo de los Estados Unidos, el municipio tiene una superficie total de 67.07 km², de la cual 67,06 km² corresponden a tierra firme y (0 %) 0 km² es agua.

## Demografía
Según el censo de 2010, había 385 personas residiendo en el municipio de Erie McNatt. La densidad de población era de 5,74 hab./km². De los 385 habitantes, el municipio de Erie McNatt estaba compuesto por el 90,39 % blancos, el 3,9 % eran amerindios, el 1,04 % eran asiáticos y el 4,68 % eran de una mezcla de razas. Del total de la población el 2,6 % eran hispanos o latinos de cualquier raza.